# STS-51-D
STS-51-D (ang. Space Transportation System) – czwarta misja amerykańskiego wahadłowca kosmicznego Discovery i szesnasta programu lotów wahadłowców.

## Załoga[1]
- Karol „Bo” Bobko (2)*, dowódca (CDR)
- Donald Williams (1), pilot (PLT)
- Margaret Rhea Seddon (1), specjalistka misji 1 (MS1)
- Jeffrey „Jeff” Hoffman (1), specjalista misji 2 (MS2)
- David Griggs (1), specjalista misji 3 (MS3)
- Charles Walker (2), specjalista ładunku 1 (PS1)
- Edwin „Jake” Garn (1), specjalista ładunku 2 (PS2)

*Cyfry w nawiasie oznaczają liczbę lotów odbytych przez każdego z astronautów

## Cel misji[1]
Umieszczenie na orbicie satelitów telekomunikacyjnych: kanadyjskiego Anik C-1 (oznaczonego też Telesat-1) oraz Leasat-3 (Syncom IV- 3). Zestaw sześciu pojemników GAS (GetAway Specials) umieszczonych w ładowni oraz aparatura CFES III (Continuous Flow Electroforesis System) zainstalowana w kabinie ciśnieniowej na dolnym, mieszkalnym pokładzie. Ta ostatnia aparatura przeznaczona do uzyskiwania preparatów biomedycznych miała odbyć drugi lot w kosmos, wobec niezadowalającej jakości preparatów wytworzonych kilka miesięcy wcześniej.
Pierwszy polityk na pokładzie wahadłowca (senator ze stanu Utah Edwin Jacob Garn), który miał osobiście sprawdzić jak są wykorzystywane pieniądze publiczne, przeznaczone przez Senat Stanów Zjednoczonych na działalność NASA.

## Przed startem
Kolejna wyprawa, STS-51-E z udziałem Challengera, miała się rozpocząć 20 lutego 1985, potem zaś przesuwano ją ze względów technicznych na 3 i 7 marca. Wreszcie okazało się, że trzeba przekonstruować blok synchronizujący działanie podzespołów satelity TDRS-2. W przeciwnym wypadku powtarzałyby się zakłócenia i przerwy w łączności, jaki miały miejsce załogi wahadłowców, które korzystały z pośrednictwa satelity TDRS-1. W związku z tym lot STS-51-E skreślono z planu, a satelitę Anik C-1 wyładowano i umieszczono w komorze towarowej orbitera Discovery – oczekującego na misję 51-D. Discovery przejął ładunek kanadyjski kosztem satelity LDEF. Satelita ten pozostawał od wielu miesięcy na orbicie i miał być sprowadzony na Ziemię właśnie podczas wyprawy STS-51-D. Z operacji odzyskania, która wymagała miejsca i specjalnego łoża w ładowni, zrezygnowano, odkładając ją na czas nieokreślony. LDEF został odzyskany podczas misji STS-32 w styczniu 1990 roku i sprowadzony na Ziemię.
Zmiany kalendarzowe i organizacyjne, jakie trzeba było wprowadzić w programie STS, nie ograniczyły się do ładunków użytecznych. Załogę, jaka miała pierwotnie zająć miejsce w kabinie Challengera, tworzyli: Karol Bobko, Donald Williams, Margaret Rhea Seddon, Jeffrey Hoffman, David Griggs, Patrick Baudry oraz Jake Garn. Z kolei w Discovery mieli polecieć: Daniel Brandenstein, John Creighton, Shannon Lucid, John Fabian, Steven Nagel oraz inż. G. Jarvis (przedstawiciel firmy Hughes, który miał nadzorować podczas wyładunku satelity Leasat 3).
Ponieważ Karol Bobko miał już wyznaczony następny lot (inauguracyjną wyprawę Atlantisa) i musiał rozpocząć związane z tym przygotowania, a senator Garn powinien był wrócić do pracy w Kongresie, NASA postanowiła przesadzić do Discovery załogę, w skład której oni wchodzili. Właściwą zaś obsadę przeniesiono na listę załóg oczekujących na konkretną misję. Włączenie do ładunków użytecznych zestawu CFES III zmusiło jednak do wyeliminowania z 7-osobowej załogi Francuza Budry i wprowadzenie na jego miejsce Charlesa Walkera, przedstawiciela firmy McDonnell Douglas.
Na tym nie zakończyły się nieprzewidziane zmiany. 3 marca źle zamontowana platforma spadła na drzwi komory towarowej Discovery i trzeba było „pożyczyć” pokrywę ładowni z promu Atlantis. Wreszcie 12 kwietnia 1985, mimo godzinnego opóźnienia, spowodowanego niekorzystnymi warunkami meteorologicznymi, wyprawa STS-51-D rozpoczęła się.

## Przebieg misji
Wstępna orbita promu przebiegała na wysokości 198÷461 km i była nachylona pod kątem 28,5°. wkrótce silnikami OMS zwiększono wielkość perygeum do 315 km. Po 9 godzinach i 40 minutach lotu uwolniono z ładowni satelitę Anik C-1, umieszczonego prostopadle do podłużnej osi ładowni, o masie 3330 kg. Operacja wypuszczenia satelity polegała na rozrotowaniu stołu obrotowego, otwarciu osłony termicznej kołyski, wypchnięciu przez wyrzutniki satelity z pomocniczym stopniem rakietowym, wreszcie uruchomieniu tego stopnia. Masa kołyski wynosiła 2200 kg.
Inną metodą rozpoczął samodzielny lot satelita Leasat. Satelita był umieszczony osią symetrii równolegle do podłużnej osi komory towarowej. Konstrukcja wsporcza satelity miała masę 1090 kg. Przy opuszczaniu ładowni są zwalniane rygle mocujące satelitę do jednej z burt, a sprężynowy wyrzutnik powoduje obtaczanie się satelity po krawędzi przeciwległej burty. Dzięki temu satelita uzyskuje wstępny ruch obrotowy, który stabilizuje jego usytuowanie w przestrzeni kosmicznej. Leasat miał wbudowaną dźwignię, która powinna zaczepić się o występ kołyski i uruchomić programator czasowy. Ten miał za zadanie włączenie zasilania, odchylenie anteny dookólnej i uruchomienie dyszek, które zwiększyłyby prędkość obrotową do 33 obr./min. Po 45 minutach samodzielnego lotu programator powinien uruchomić silnik przeznaczony do zwiększenia wysokości apogeum do 15 000 km. Leasat opuścił ładownię w drugim dniu wyprawy, ale niestety żadna z tych czynności nie została wykonana. Satelita mający wewnątrz 4000 kg stałych i 2000 kg ciekłych materiałów pędnych obracał się powoli i nie dawał „znaków życia”. Załoga oddaliła prom na odległość około 55÷75 km i rozpoczęła oczekiwanie na wyniki narad na Ziemi – co dalej z Leasatem. Podejrzewano, że zacięła się dźwignia włączająca programator. Odrzucono pomysł przesunięcia jej przez astronautów. Natomiast wykorzystując podręczne materiały, plastykowe okładki od dokumentacji pokładowej, aluminiowy pręt oraz kawałek drutu, zbudowano 2 „packi na muchy”. Umocowane na końcu manipulatora RMS miały służyć do przesunięcia opornej dźwigni.
Najpierw, 16 kwietnia astronauci Griggs i Hoffmann założyli skafandry ciśnieniowe EMU, przedostali się na około 3 godziny do otwartej ładowni promu i zamocowali do manipulatora wykonane przyrządy. 17 kwietnia Discovery pilotowany przez Bobko i Williamsa zbliżył się na 19 m do Leasata, Rhea Seddon za pomocą packi próbowała zmienić położenie dźwigni. Jednak programator nadal nie funkcjonował. Wszelkie próby okazały się daremne i trzeba było zostawić dryfujący w przestrzeni obiekt, który kosztował 80 milionów dolarów. Leasat musiał zostać pozostawiony swojemu losowi.
Astronauci rozpoczęli przygotowania do przewidywanego na 19 kwietnia powrotu na Ziemię. Jake Garn poddawał się badaniom serca i układu naczyniowego za pomocą aparatury ultradźwiękowej, a Charles Walker kontynuował wytwarzanie czystych preparatów białkowych. Lądowanie zakończyło wyprawę trwającą 6 dni 23 godziny i 56 minut. Odbyło się przy silnym bocznym wietrze i doprowadziło do uszkodzenia hamulców tarczowych, zablokowania kół oraz zniszczenia ogumienia. Sprawiło to, że kilka następnych wypraw kończyło się w Kalifornii na dnie wyschniętego jeziora.

## Parametry misji
- Masa:
  - startowa orbitera: 113 802 kg
  - lądującego orbitera: 89 816 kg
  - ładunku: 16 249 kg
- Perygeum: 445 km
- Apogeum: 535 km
- Inklinacja: 28,5°
- Okres orbitalny: 94,4 min

## Spacer kosmiczny[1]
- J. Hoffman i S. Griggs – EVA 1

Start EVA 1: 16 kwietnia 1985
Koniec EVA 1: 16 kwietnia 1985
Łączny czas trwania: 3 godz., 10 min